# تورنتون (آیووا)
تورنتون (به انگلیسی: Thornton) شهری در ایالت آیووا کشور ایالات متحده آمریکا است که جمعیت آن در سرشماری سال ۲۰۱۰ میلادی، ۴۲۲ نفر بوده‌است.